# Cierp-Gaud
Cierp-Gaud is een gemeente in het Franse departement Haute-Garonne (regio Occitanie) en telt 862 inwoners (1999). De plaats maakt deel uit van het arrondissement Saint-Gaudens.

## Geografie
De oppervlakte van Cierp-Gaud bedraagt 13,9 km², de bevolkingsdichtheid is 62,0 inwoners per km².
De onderstaande kaart toont de ligging van Cierp-Gaud met de belangrijkste infrastructuur en aangrenzende gemeenten.

## Demografie
Onderstaande figuur toont het verloop van het inwonertal (bron: INSEE-tellingen).